# Галузы (Чаусский район)
Галу́зы (бел. Галузы) — деревня в составе Радомльского сельсовета Чаусского района Могилёвской области Республики Беларусь.

## Население
- 2010 год — 20 человек